# Weerawut Kayem
Weerawut Kayem (Songkhla, 23 marzo 1993) è un calciatore thailandese, difensore del Nakhon Si United.